# Wandelroute E12
De Europese wandelroute E12 loopt van Ceuta over een lengte van 1600 km via Barcelona, Nice en Genua naar Salerno.